# Suuri-Nivunki
Suuri-Nivunki eller Suuri Nivunkajärvi är en sjö i Finland. Den ligger i kommunen Kides i landskapet Norra Karelen, i den sydöstra delen av landet, 300 km nordost om huvudstaden Helsingfors. Suuri-Nivunki ligger 87,9 meter över havet. Den är 8,7 meter djup. Arean är 2,73 kvadratkilometer och strandlinjen är 12,32 kilometer lång. Sjön  ingår i Vuoksens huvudavrinningsområde.   I omgivningarna runt Suuri-Nivunki växer i huvudsak blandskog.
I övrigt finns följande i Suuri-Nivunki:
- Säynesaari (en ö)
- Palanutsaari (en ö)
- Pienisaari (en ö)